# تشات قية
تشات‌ قية هي قرية في مقاطعة كليبر، إيران. عدد سكان هذه القرية هو 174 في سنة 2006.